# International Champions Cup de 2014
A International Champions Cup de 2014 foi a segunda edição do torneio amistoso realizado nos Estados Unidos e no Canadá. foi iniciado na Quinta-Feira 24 de Julho de 2014, com a vitória do Olympiacos diante do Milan sob o placar de 3-0 no BMO Field, em Toronto, Canadá. Esta partida inaugural foi a única realizada em solo canadense no certame.
Participaram do torneio três times da Inglaterra: Liverpool, Manchester City e Manchester United. Da Itália participaram: Milan, Roma e Internazionale. O então campeão do mundo e do certame em questão Real Madrid representou a Espanha e Olympiacos representou a Grécia.
A partida da fase de grupos entre Real Madrid e Manchester United no Michigan Stadium teve um público total de 109.318, o maior público de uma partida de futebol nos Estados Unidos até então.
No final, o Manchester United se sagrou campeão ao bater o Liverpool por 3 a 1.

## Times
| País       | Time              | Cidade     | Confederação | Liga               |
| ---------- | ----------------- | ---------- | ------------ | ------------------ |
| Inglaterra | Liverpool         | Liverpool  | UEFA         | Premier League     |
| Inglaterra | Manchester City   | Manchester | UEFA         | Premier League     |
| Inglaterra | Manchester United | Manchester | UEFA         | Premier League     |
| Itália     | Milan             | Milão      | UEFA         | Serie A            |
| Itália     | Roma              | Roma       | UEFA         | Serie A            |
| Itália     | Internazionale    | Milão      | UEFA         | Serie A            |
| Grécia     | Olympiacos        | Piraeus    | UEFA         | Superleague Greece |
| Espanha    | Real Madrid       | Madri      | UEFA         | La Liga            |

## Sedes
| Estados Unidos                      | Estados Unidos                | Estados Unidos               | Estados Unidos               | Estados Unidos               | Estados Unidos               | Estados Unidos |
| Denver                              | Berkeley, Califórnia          | Landover, Maryland           | Dallas                       | Filadélfia                   | Pittsburgh                   |                |
| ----------------------------------- | ----------------------------- | ---------------------------- | ---------------------------- | ---------------------------- | ---------------------------- | -------------- |
| Sports Authority Field at Mile High | California Memorial Stadium   | FedExField                   | Cotton Bowl                  | Lincoln Financial Field      | Heinz Field                  |                |
| Capacidade: 76.125                  | Capacidade: 62.467            | Capacidade: 79.000           | Capacidade: 92.100           | Capacidade: 69.176           | Capacidade: 65.500           |                |
| 39° 44′ 38″ N, 105° 01′ 12″ O       | 37° 52′ 16″ N, 122° 15′ 01″ O | 38° 54′ 28″ N, 76° 51′ 52″ O | 32° 46′ 47″ N, 96° 45′ 35″ O | 39° 54′ 03″ N, 75° 10′ 03″ O | 40° 26′ 48″ N, 80° 00′ 57″ O |                |
|                                     |                               |                              |                              |                              |                              |                |
| Ann Arbor                           | Chicago                       | Nova York                    | Minneapolis                  | Charlotte                    | Miami Gardens                |                |
| Michigan Stadium                    | Soldier Field                 | Yankee Stadium               | TCF Bank Stadium             | Bank of America Stadium      | Sun Life Stadium             |                |
| Capacidade: 109.901                 | Capacidade: 63.500            | Capacidade: 54.251           | Capacidade: 50.805           | Capacidade: 74.455           | Capacidade: 74.918           |                |
| 42° 15′ 57″ N, 83° 44′ 55″ O        | 41° 51′ 45″ N, 87° 37′ 00″ O  | 40° 49′ 45″ N, 73° 55′ 35″ O | 44° 58′ 34″ N, 93° 13′ 30″ O | 35° 13′ 33″ N, 80° 51′ 10″ O | 25° 57′ 29″ N, 80° 14′ 20″ O |                |
|                                     |                               |                              |                              |                              |                              |                |

| Canadá                       |
| Toronto                      |
| ---------------------------- |
| BMO Field                    |
| Capacity: 21,566             |
| 43° 37′ 58″ N, 79° 25′ 07″ O |
|                              |

## Formato de disputa
Na primeira fase, os oito times são divididos em dois grupos de 4: Grupo A e Grupo B. Os times se enfrentam dentro de cada grupo em turno único, totalizando 3 partidas para cada time. Os vencedores dos grupos se enfrentam na final no Sun Life Stadium no dia 4 de agosto.
Na fase de grupos são concedidos 3 pontos para vitória no tempo regulamentar e 0 ponto por derrota no tempo regulamentar. Em caso de empate, será feita uma disputa de pênaltis. O vencedor da disputa ganha 2 pontos e o perdedor da disputa 1 ponto. A classificação será feita por (a) pontos ganhos nas três partidas, (b) confronto direto, (c) saldo de gols, (d) gols marcados.

## Fase de Grupos

### Grupo A

#### Partidas
| 26 de Julho de 2014 | Manchester United                   | 3–2       | Roma                          | Sports Authority Field, Denver, Colorado                |
| 14:10 (MDT)         | Rooney 36', 45+1' (pen.) · Mata 39' | Relatório | Pjanić 75' · Totti 89' (pen.) | Público: 54,116 Árbitro: Allen Chapman (Estados Unidos) |

| 26 de Julho de 2014 | Real Madrid | 1–1       | Internazionale    | California Memorial Stadium, Berkeley, California         |
| 15:00 (PDT)         | Bale 10'    | Relatório | Icardi 68' (pen.) | Público: 62,583 Árbitro: Ricardo Salazar (Estados Unidos) |

|                                         |     | Penalidades                       |  |
| Isco Lucas Nacho Illarramendi Mascarell | 2–3 | Vidić Nagatomo M'Vila Juan Icardi |  |

| 29 de Julho de 2014 | Manchester United | 0–0       | Internazionale | FedExField, Landover, Maryland                            |
| 19:00 (EDT)         |                   | Relatório |                | Público: 61,238 Árbitro: Edvin Jurisevic (Estados Unidos) |

|                                           |     | Penalidades                    |  |
| Young Hernández Cleverley Kagawa Fletcher | 5–3 | Guarín M'Vila Taïder Andreolli |  |

| 29 de Julho de 2014 | Real Madrid | 0–1       | Roma      | Cotton Bowl, Dallas, Texas                     |
| 20:15 (CDT)         |             | Relatório | Totti 58' | Público: 57,512 Árbitro: Drew Fischer (Canadá) |

| 2 de Agosto de 2014 | Internazionale           | 2–0                        | Roma | Lincoln Financial Field, Filadélfia, Pensilvânia |
| 13:00 (EDT)         | Vidić 45' · Nagatomo 69' | Relatório[ligação inativa] |      | Público: 12,169                                  |

| 2 de Agosto de 2014 | Manchester United              | 3–1       | Real Madrid     | Michigan Stadium, Ann Arbor, Michigan                      |
| 16:06 (EDT)         | Young 20', 37' · Hernández 80' | Relatório | Bale 27' (pen.) | Público: 109,318 Árbitro: Hilario Grajeda (Estados Unidos) |

#### Classificação
| Pos. | Equipe            | Pts | J | V | E | D | GP | GC | SG | Situação  |
| ---- | ----------------- | --- | - | - | - | - | -- | -- | -- | --------- |
| 1    | Manchester United | 8   | 3 | 2 | 1 | 0 | 9  | 3  | +6 | Finalista |
| 2    | Internazionale    | 6   | 3 | 1 | 2 | 0 | 8  | 8  | 0  |           |
| 3    | Roma              | 3   | 3 | 1 | 0 | 2 | 7  | 8  | -1 |           |
| 4    | Real Madrid       | 1   | 3 | 0 | 1 | 2 | 6  | 11 | -5 |           |

### Grupo B

#### Partidas
| 24 de Julho de 2014 | Olympiacos                                        | 3–0       | Milan | BMO Field, Toronto, Ontario, Canada               |
| 20:00 (EDT)         | Domínguez 16' · Diamantakos 49' · Bouchalakis 77' | Relatório |       | Público: 10,603 Árbitro: Silviu Petrescu (Canadá) |

| 27 de Julho de 2014 | Milan       | 1–5       | Manchester City                                             | Heinz Field, Pittsburgh, Pennsylvania                       |
| 16:00 (EDT)         | Muntari 42' | Relatório | Jovetić 12', 58' · Sinclair 14' · Navas 23' · Iheanacho 26' | Público: 34,347 Árbitro: Armando Villareal (Estados Unidos) |

| 27 de Julho de 2014 | Liverpool   | 1–0       | Olympiacos | Soldier Field, Chicago, Illinois                             |
| 17:00 (CDT)         | Sterling 5' | Relatório |            | Público: 36,170 Árbitro: Jose Carlos Rivero (Estados Unidos) |

| 30 de Julho de 2014 | Manchester City  | 2–2       | Liverpool                    | Yankee Stadium, The Bronx, Nova York              |
| 19:00 (EDT)         | Jovetić 53', 67' | Relatório | Henderson 59' · Sterling 85' | Público: 49,653 Árbitro: Silviu Petrescu (Canadá) |

|                               |     | Penalidades                   |  |
| Kolarov Touré Navas Iheanacho | 1–3 | Sturridge Can Henderson Lucas |  |

| 2 de Agosto de 2014 | Olympiacos           | 2–2 | Manchester City                  | TCF Bank Stadium, Minneapolis, Minnesota |
| 14:00 (CDT)         | Diamantakos 37', 66' |     | Jovetić 35' · Kolarov 89' (pen.) | Público: 34,047                          |

|                                                                           |     | Penalidades                                              |  |
| Lykogiannis Dossevi Kolovos Ghazaryan Papadopoulos Bouchalakis Papazoglou | 5–4 | Silva Kolarov Milner Sinclair Zuculini Guidetti Richards |  |

| 2 de Agosto de 2014 | Milan | 0–2 | Liverpool            | Bank of America Stadium, Charlotte, Carolina do Sul |
| 18:30 (EDT)         |       |     | Allen 17' · Suso 89' | Público: 69,364                                     |

#### Classificação
| Pos. | Equipe          | Pts | J | V | E | D | GP | GC | SG | Situação  |
| ---- | --------------- | --- | - | - | - | - | -- | -- | -- | --------- |
| 1    | Liverpool       | 8   | 3 | 2 | 1 | 0 | 5  | 2  | +3 | Finalista |
| 2    | Olympiacos      | 5   | 3 | 1 | 1 | 1 | 5  | 3  | +2 |           |
| 3    | Manchester City | 5   | 3 | 1 | 2 | 0 | 9  | 5  | +4 |           |
| 4    | Milan           | 0   | 3 | 0 | 0 | 3 | 1  | 10 | -9 |           |

## Final
| 4 de Agosto 2014 | Manchester United                   | 3–1       | Liverpool          | Sun Life Stadium, Miami Gardens, Flórida |
| 20:00 (EDT)      | Rooney 55' · Mata 57' · Lingard 88' | Relatório | Gerrard 14' (pen.) | Público: 51,014                          |

## Premiação
| International Champions Cup de 2014   |
| Inglaterra                            |
| ------------------------------------- |
| Manchester United Campeão (1º título) |

### Prêmio Individual
Melhor Jogador:  Wayne Rooney